# Candela Vázquez
Candela Vázquez (* 15. August 2008) ist eine argentinische Tennisspielerin.

## Karriere
Vázquez spielt vor allem auf der ITF Women’s World Tennis Tour, wo sie zwei Titel im Einzel und einen im Doppel gewinnen konnte.

## Turniersiege

### Einzel
| Nr. | Datum             | Turnier  | Kategorie | Belag | Finalgegnerin | Ergebnis      |
| --- | ----------------- | -------- | --------- | ----- | ------------- | ------------- |
| 1.  | 3. November 2024  | Luque    | ITF W15   | Sand  | Camilla Bossi | 2:6, 6:2, 6:4 |
| 2.  | 10. November 2024 | Asunción | ITF W15   | Sand  | Berta Bonardi | 6:2, 6:3      |

### Doppel
| Nr. | Datum         | Turnier       | Kategorie | Belag     | Partnerin                   | Finalgegnerinnen              | Ergebnis          |
| --- | ------------- | ------------- | --------- | --------- | --------------------------- | ----------------------------- | ----------------- |
| 1.  | 14. Juni 2025 | Santo Domingo | ITF W35   | Hartplatz | Júlia Konishi Camargo Silva | Esther Adeshina Sofia Cabezas | 7:63, 4:6, [10:8] |